# Hagensia
Hagensia é um pequeno gênero de formigas na subfamília Ponerinae. Suas duas espécies foram observadas somente em áreas costeiras da África do Sul. Operários possuem de 10,3 a 13 mm de comprimento; rainhas nunca foram observadas, mas gamergates (fêmeas operárias com capacidade de reprodução) foram observadas nas duas espécies.

## Espécies
- Hagensia havilandi (Forel, 1901)
- Hagensia peringueyi (Emery, 1899)